# Ostratice
Ostratice és un poble i municipi d'Eslovàquia que es troba a la regió de Trenčín.

## Història
La primera menció escrita de la vila es remunta al 1193.

## Demografia
| Godina             | 1994 | 2004   | 2014   | 2024   |
| ------------------ | ---- | ------ | ------ | ------ |
| Nombre de persones | 758  | 802    | 837    | 779    |
| Diferència         |      | +5,80% | +4,36% | −6,92% |

| Godina             | 2023 | 2024   |
| ------------------ | ---- | ------ |
| Nombre de persones | 790  | 779    |
| Diferència         |      | −1,39% |